# Équitation aux Jeux paralympiques d'été de 2012
Navigation
Pékin 2008 Rio de Janeiro 2016
L' équitation aux jeux paralympiques d'été de 2012 est divisée en 11 épreuves de dressage mixtes.

## Classification des handicaps
Les athlètes sont classés en quatre catégories :
- Catégorie I (A et B) : athlètes ayant soit une déficience au niveau de l’équilibre du tronc, soit une motricité limitée des bras et des jambes. Allures autorisées : pas seulement ou pas et trot.
- Catégorie II : athlètes ayant soit un handicap grave au niveau de l’équilibre du tronc soit un handicap unilatéral grave. Allures autorisées : pas et trot.
- Catégorie III : athlètes hémiplégiques, ayant un handicap moyen des deux bras et jambes ou un grave handicap des bras ou athlètes aveugles ou cavaliers sourds. Allures autorisées : pas, trot et galop.
- Catégorie IV : athlètes handicapés d’un ou deux membres ou déficients visuels. Allures autorisées : pas, trot et galop avec mouvements latéraux.

Pour les équipes de quatre cavaliers, l'un d'eux doit avoir un handicap de la plus lourde catégorie (I ou II). Ils vont participer chacun à deux reprises imposées pour le classement par équipe et une pour la qualification pour la reprise libre en musique afin de tenter le titre individuel. 

## Résultats
| Épreuves                            | Or | Argent | Bronze |
| ----------------------------------- | --- | --- | --- |
| Grand Prix Individuel catégorie Ia  | Sophie Christiansen (GBR) sur Janeiro 6                                                                                                 | Helen Kearney (IRL) sur Mister Cool | Laurentia Tan (SIN) sur Ruben James 2                                                                                       |
| Grand Prix Individuel catégorie Ib  | Joann Formosa (AUS) sur Worldwide PB | Lee Pearson (GBR) sur Gentleman | Pepo Puch (AUT) sur Fine Feeling                                                                                            |
| Grand Prix Individuel catégorie II  | Natasha Baker (GBR) sur Cabral | Britta Näpel (GER) sur Aquilina 3 | Angelika Trabert (GER) sur Ariva-Avanti                                                                                     |
| Grand Prix Individuel catégorie III | Hannelore Brenner (GER) sur Women Of The World                                                                                          | Deborah Criddle (GBR) sur Ljt Akilles | Annika Dalskov (DEN) sur Aros A Fenris                                                                                      |
| Grand Prix Individuel catégorie IV  | Michèle George (BEL) sur Rainman | Sophie Wells (GBR) sur Pinocchio | Frank Hosmar (NED) sur Alphaville                                                                                           |
| Grand Prix libre catégorie Ia       | Sophie Christiansen (GBR) sur Jainero 6                                                                                                 | Laurentia Tan (SIN) sur Ruben James 2 | Helen Kearney (IRL) sur Mister Cool                                                                                         |
| Grand Prix libre catégorie Ib       | Pepo Puch (AUT) sur Fine Feeling | Katja Karjalainen (FIN) sur Rosie | Lee Pearson (GBR) sur Gentleman                                                                                             |
| Grand Prix libre catégorie II       | Natasha Baker (GBR) sur Cabral | Britta Näpel (GER) sur Aquilina 3 | Angelika Trabert (GER) sur Ariva-Avanti                                                                                     |
| Grand Prix libre catégorie III      | Hannelore Brenner (GER) sur Women Of The World                                                                                          | Deborah Criddle (GBR) sur Ljt Akilles | Annika Dalskov (DEN) sur Aros A Fenris                                                                                      |
| Grand Prix libre catégorie IV       | Michèle George (BEL) sur Rainman | Sophie Wells (GBR) sur Pinocchio | Frank Hosmar (NED) sur Alphaville                                                                                           |
| Classement par équipes              | Grande-Bretagne Lee Pearson sur Gentlemen Sophie Wells sur Pinocchio Deborah Criddle sur Ljt Ankilles Sophie Christiansen sur Janeiro 6 | Allemagne Britta Näpel sur Aquilina 3 Steffen Zeibig sur Waldemar Hannelore Brenner sur Women Of The World Angelika Trabert sur Ariva-Avanti | Irlande Eilish Byrne sur Youri James Dwyer sur Orlando Geraldine Savage sur Blues Tip Top Too Helen Kearney sur Mister Cool |

## Tableau des médailles
| Rang  | Nation          | Or | Argent | Bronze | Total |
| ----- | --------------- | -- | ------ | ------ | ----- |
| 1     | Grande-Bretagne | 5  | 5      | 1      | 11    |
| 2     | Allemagne       | 2  | 3      | 2      | 7     |
| 3     | Belgique        | 2  | 0      | 0      | 2     |
| 4     | Autriche        | 1  | 0      | 1      | 2     |
| 5     | Australie       | 1  | 0      | 0      | 1     |
| 6     | Irlande         | 0  | 1      | 2      | 3     |
| 7     | Singapour       | 0  | 1      | 1      | 2     |
| 8     | Finlande        | 0  | 1      | 0      | 1     |
| 9     | Danemark        | 0  | 0      | 2      | 2     |
| 9     | Pays-Bas        | 0  | 0      | 2      | 2     |
| Total | Total           | 11 | 11     | 11     | 33    |